# Cynaeda annuliferalis
Cynaeda annuliferalis là một loài bướm đêm trong họ Crambidae.